# Месарош, Ференц
Ференц Месарош (венг. Mészáros Ferenc; 11 апреля 1950, Будапешт — 9 января 2023) — венгерский футболист, игравший на позиции вратаря.

## Карьера

### Клубная
Уроженец Будапешта. Воспитанник футбольной школы клуба «Вёрёш Метеор Эдьетертеш». В возрасте 18 лет дебютировал в составе клуба «Вашаш», выиграв в 1977 году чемпионат страны. В 1981 году уехал в Португалию, вернулся в 1984 году в Венгрию на два сезона в «Дьёр», завершил же карьеру всё в той же Португалии. Выступал в пиренейской стране за «Спортинг» из Лиссабона и «Фаренсе», а также за «Виторию» из Сетубала.

### В сборной
В сборной играл с 1973 по 1988 год, выступив на чемпионатах мира в Аргентине и Испании. В 1978 году на чемпионате мира провёл игру против сборной Италии, в 1982 году выходил на поле во всех трёх матчах группового этапа.

## Политическая деятельность
В 1998 году в составе Партии справедливости и жизни участвовал в парламентских выборах. По партийному списку он боролся за мандат в парламенте, но партия проиграла выборы. В том же году на выборах мэра Будапешта он набрал 4,52 % голосов, заняв в итоге третье место.

## Клубные достижения
- Вашаш
  - Чемпионат Венгрии
    - Чемпион: 1976/1977
    - Серебряный призёр чемпионата Венгрии: 1970/1971
    - Бронзовый призёр чемпионата Венгрии: 1968, 1972/1973, 1979/1980, 1980/1981

  - Кубок Венгрии
    - Обладатель: 1972/1973, 1980/1981
    - Финалист: 1979/1980

  - Кубок обладателей кубков УЕФА
    - Обладатель: 1969/1970
- Спортинг (Лиссабон)
  - Чемпионат Португалии
    - Чемпион: 1981/1982
    - Бронзовый призёр: 1982/1983

  - Кубок Португалии
    - Обладатель: 1981/1982

  - Кубок европейских чемпионов
    - Четвертьфиналист: 1982/1983
- Дьёр ЭТО
  - Чемпионат Венгрии
    - Серебряный призёр чемпионата Венгрии: 1984/1985
    - Бронзовый призёр чемпионата Венгрии: 1985/1986